# بلان (تشابهار)
بلان (بالفارسية: پلان) هي قرية تقع في منطقة بولان في إيران. يقدر عدد سكانها بـ 1,002 نسمة .